# Pandanus analamerensis
Pandanus analamerensis är en enhjärtbladig växtart som beskrevs av Huynh. Pandanus analamerensis ingår i släktet Pandanus och familjen Pandanaceae.
Artens utbredningsområde är Madagaskar. Inga underarter finns listade.